# دیگو رومانو
دیگو رومانو (انگلیسی: Diego Romano؛ زادهٔ ۲ مارس ۱۹۸۰) بازیکن فوتبال اهل آرژانتین است.
از باشگاه‌هایی که در آن بازی کرده‌است می‌توان به باشگاه فوتبال ایراکلیس ۱۹۰۸، باشگاه فوتبال نیولز اولد بویز، و باشگاه فوتبال ال پورونیر اشاره کرد.